# Middle States Association of Colleges and Schools
La Middle States Association of College and Schools è un'organizzazione statunitense non a scopo di lucro il cui obiettivo è l'avanzamento dell'eccellenza nell'ambito dell'istruzione attraverso una revisione paritaria di università pubbliche e private, college, scuole secondarie ed elementari presenti sul suolo degli Stati Uniti d'America e all'estero ove i piani di studio di tali istituiti siano conformi agli standard USA.
Insieme con New England Association of Schools and Colleges, Northwest Commission on Colleges and Universities, North Central Association of Colleges and Schools, Southern Association of Colleges and Schools, Western Association of Schools and Colleges è una delle sei organizzazioni regionali statunitensi ufficialmente accettate dal Dipartimento dell'Istruzione degli Stati Uniti d'America che sovrintendono al riconoscimento e all'accreditamento dei programmi studenteschi di studio. L'organizzazione si compone di varie commissioni, che esaminano ciascuno dei vari gradi scolastici, la più importante delle quali è la Middle States Commission on Higher Education.

## Middle States Commission on Higher Education
La Middle States Commission on Higher Education (o Mid-Atlantic Region Commission on Higher Education) è la commissione che si occupa del riconoscimento e dell'accreditamento dei programmi di studio delle università e dei college. Tali riconoscimenti e accreditamenti sono ufficialmente accettati sia dal Dipartimento dell'Istruzione degli Stati Uniti d'America sia dal Council for Higher Education Accreditation.